# Operativo Fortín

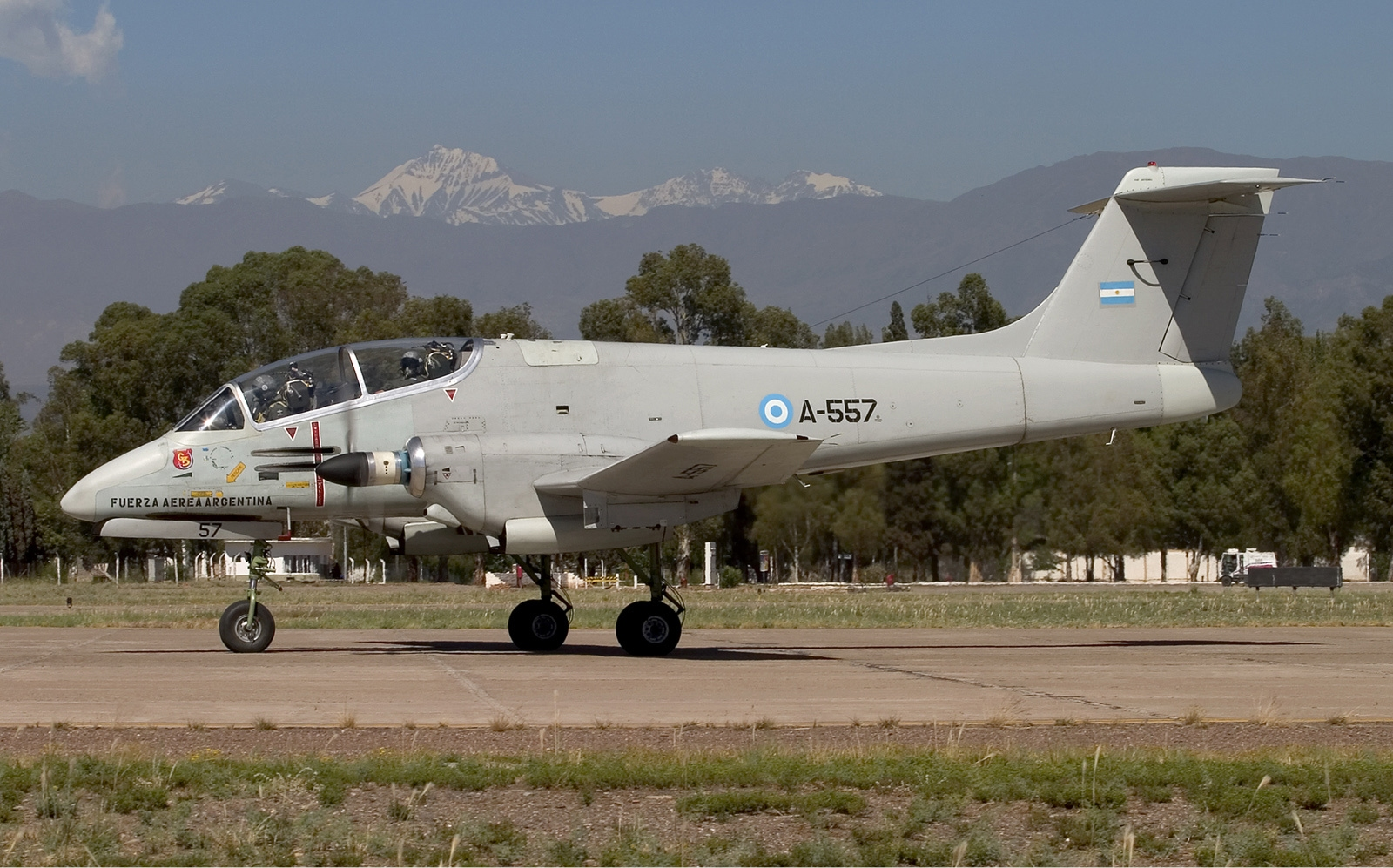
FMA IA-58 Pucará en la IV Brigada Aérea, asentada en el Aeropuerto Gobernador Francisco Gabrielli, Provincia de Mendoza.

El Operativo Fortín es la integración al sistema de vigilancia y reconocimiento del espacio aéreo argentino de los medios disponibles para la vigilancia aérea pertenecientes al Ejército Argentino y la Fuerza Aérea Argentina en los sectores noroeste argentino y nordeste argentino, a partir del año 2007. La información obtenida por estos medios es suministrada a las Fuerzas de Seguridad afectadas. Este operativo de las Fuerzas Armadas argentinas se limita al apoyo logístico, ya que no hay figura legal que autorice acciones armadas como el derribo de aviones. En 2011 pasó a tener una dimensión mayor y comenzó a coordinarse con el Operativo Escudo Norte del Ministerio de Seguridad.

## Componentes

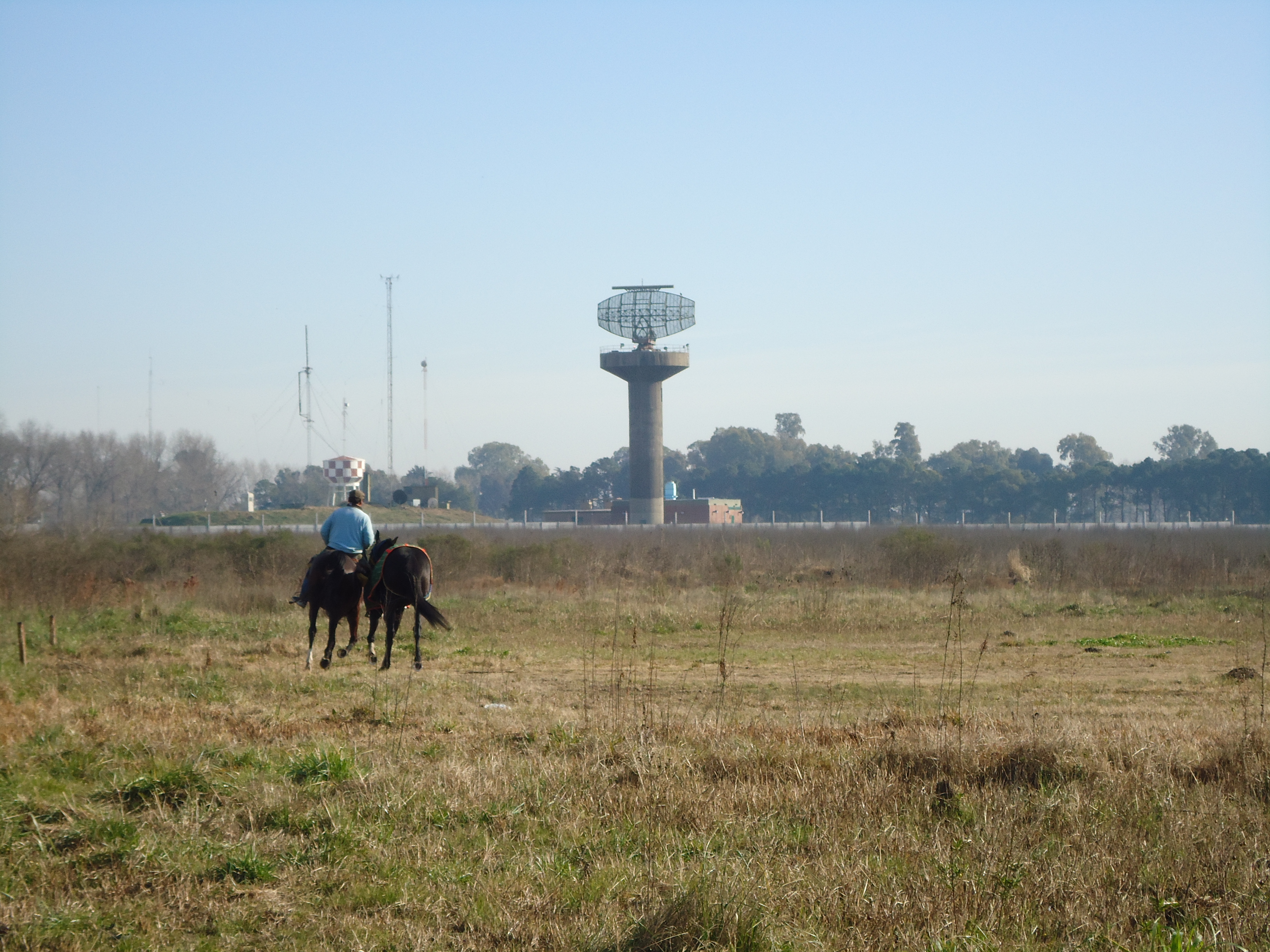
Grupo de Vigilancia y Control del Espacio Aéreo.

- Centro de Vigilancia y Control Aeroespacial Resistencia
- Centro de Vigilancia y Control Aeroespacial Posadas
- Centro de Vigilancia y Control Aeroespacial Santiago del Estero
- Centro de Vigilancia y Control Aeroespacial Las Lomitas
- Centro de Vigilancia y Control Aeroespacial Merlo
- Batería de Alerta Temprana Formosa (con radar Cardion Alert MK II)-Regimiento de Infantería de Monte 29
- Batería de Alerta Temprana Tartagal (con radar Cardion Alert MK II)-Regimiento de Infantería de Monte 28[1]
- Veinte radares Rasit de unidades de inteligencia del Ejército Argentino desplegados en diversos puntos del sector norte argentino
- Escuadrones aeromóviles de IA-58 Pucará (Grupo 3 de Ataque), IA-63 Pampa (Grupo 4 de Caza), A-4AR Fightinghawk (Grupo 5 de Caza) para patrullajes e intercepción de vuelos irregulares, con apoyo de helicópteros en función SAR
- Aviones Fokker F-27 (Grupo Aéreo 2), Fokker F-28 y C-130 Hercules (Grupo 1 de Transporte Aéreo) para apoyo logístico
- Helicópteros UH-1H Huey, con base en Salta y Formosa, para transporte, reconocimiento y evacuaciones
- Equipos de inteligencia táctica (cámaras, sensores, telémetros láser, dispositivos de visión nocturna, GPS)

## Historia
Fue autorizado a través de la Resolución N.º 206/07 del Ministerio de Defensa y es dirigido por el Comando Operacional Conjunto, por Directiva N.º 01/07 de este organismo. El despliegue de elementos para la ejecución del Operativo Fortín se agrupa en la Fuerza de Tareas Conjunta Fortín.

### Fortín I
Todos los días se suministra un informe al Grupo Vigilancia y Control del Espacio Aéreo, en el cual se detallaba la información obtenida de las posiciones radar desplegadas por la Fuerza de Tareas Conjunta Fortín.
En junio de 2009 se finalizó el despliegue en Formosa, dicho material proviene de la Agrupación de Artillería Antiaérea de Ejército 601-Escuela. En septiembre de ese año se realizaron los reconocimientos y posterior ubicación del radar en Tartagal. Ambas posiciones fueron inspeccionadas al año siguiente.
A fines de 2010 se inauguró el Centro de Vigilancia Aeroespacial ubicado en Resistencia, Provincia del Chaco.

### Fortín II
En julio de 2011 fue creado el Fortín II para complementar al Operativo Fortín, en el marco del lanzamiento del plan Escudo Norte de las Fuerzas de Seguridad. Coincidió con la instalación del radar primario Radar Alcance Medio Experimental 3D (RAME), fabricado por la empresa INVAP, en el Aeropuerto Vicecomodoro Ángel de la Paz Aragonés de Santiago del Estero. Se desplegaron radares RASIT en las provincias de Jujuy, Salta, Formosa, Chaco, Corrientes y Misiones, cubriendo la frontera y las principales avenidas de aproximación identificadas por Gendarmería Nacional Argentina de Tránsitos Aéreos Irregulares.
En agosto, un helicóptero Ecureuil de la GNA colisionó en el aire con un avión Cessna 210 (de matrícula paraguaya) en tránsito aéreo irregular detectado por el RAME del Aeropuerto Vicecomodoro Ángel de la Paz Aragonés, el cual fue sorprendido despegando de una pista clandestina en la Provincia de Santiago del Estero, cerca de Pampa de los Guanacos. Ambas aeronaves aterrizaron de emergencia, resultando el helicóptero destruido por los daños y sus tripulantes ilesos. Aviones IA-58 Pucará del Grupo 3 de Ataque sobrevolaron el área y detectaron el avión irregular en tierra —el cual tenía un cargamento de marihuana—, habiendo escapado su piloto.
En septiembre de 2011, los Centros de Vigilancia de Resistencia y Posadas fueron inspeccionados por el ministro de Defensa Arturo Puricelli y el entonces jefe de la Fuerza Aérea Normando Costantino. A fines de octubre comenzó a funcionar un radar MET-5 en la localidad formoseña de Las Lomitas.
Durante septiembre de 2012, un interceptor Mirage obligó a descender al aeródromo de Añatuya, en Santiago del Estero, a un bimotor Piper PA-31 Navajo que volaba sin autorización. Luego del operativo policial desplegado, se constató que no se trataba de un caso de tráfico de estupefacientes, sino de donaciones para una fundación local.
Los relevos de escuadrones aeromóviles se realizaban aproximadamente cada 30 días.
El 31 de diciembre de 2015 expiraron los planes Fortín y Fortín II.